# José Euclimar Xavier de Menezes
José Euclimar Xavier de Menezes (Acajutiba, 10 de setembro de 1963) é um filósofo e professor universitário brasileiro, com relevante atuação acadêmica no campo da filosofia e dos Direitos Humanos, sendo Leitor de Cátedra UNESCO de Juventude, Educação e Sociedade e membro da Academia Latinoamericana de Derecho Penal Penitenciario. 

## Formação e atividade acadêmica
Menezes graduou-se em filosofia e teologia pela Universidade Católica do Salvador em 1984 e 1987, respectivamente. Em 1997 concluiu o mestrado em filosofia na Universidade Estadual de Campinas, onde viria também a concluir, em 2003, o doutorado com a tese "A Crítica da Psicanálise na Obra de Michel Foucault".
Em 2006 concluiu o pós-doutorado em filosofia contemporânea na Pontifícia Universidade Lateranense em Roma, com bolsa de financiamento da Fondazione Civitas Lateranensis.
Em 2019, realizou o seu research stay em filosofia dos Direitos Humanos, com período na Universidade Portucalense Infante D. Henrique e na Universidade de Salamanca. 
Foi visiting professor na Universidade Portucalense Infante D. Henrique entre os anos de 2018 a 2019. Também foi professor da Pontifícia Universidade Católica de São Paulo e da Universidade Católica do Salvador. Entre 2013 e 2015 ocupou o cargo de Pró-Reitor de Pesquisa e Pós-graduação da Universidade Católica do Salvador. 
Atualmente é professor permanente dos programas de pós-graduação Stricto Sensu em "Direito, Governança e Políticas Públicas" e em "Desenvolvimento Regional e Urbano" na Universidade Salvador. É líder do Grupo de Pesquisa Políticas e Epistemes da Cidadania/CNPq e coordenador científico do Projeto Internacional - Indicadores de Cidadania e Políticas Públicas, além de integrar o corpo de pesquisadores do Instituto Jurídico Portucalense vinculado a Universidade Portucalense Infante D. Henrique.

## Obras e publicações selecionadas

#### Livros
- Fábrica de Deuses: a Teoria Freudiana da Cultura. São Paulo: Unimarco Editora, 2000.
- Família, População, Sexo e Poder. São Paulo: Edições Paulinas, 2009. (Organizador, junto com Mary Garcia Castro).
- Poética do Corpo. Salvador: UCSal, 2012. (Organizador, junto com Elaine Pedreira Rabinovich, Nelson Baltrusis, Ogvalda Devay de Sousa Torres e Marlene Brito de J. Pereira).
- Médicos e loucos no microscópio de Foucault. Curitiba: Editora CRV, 2016.
- Estudos Interdisciplinares sobre Políticas Públicas e Segurança. Porto: Universidade Portucalense, 2020. (Organizador, junto com María Esther Martínez Quinteiro).
- Direitos Humanos e Cárcere: sentidos de investigação sobre a cultura da violência. Coleção Direitos Humanos Aplicados. Curitiba: Editora CRV, 2022. v. 1. (Organizador).

#### Capítulos de livros
- Usos foucaultianos da categoria família. In: JACQUET, C. e COSTA, LF. (Org.). Família em Mudança. São Paulo: Cia Ilimitada, 2005.
- Irrupções da família no pensamento freudiano. In: PETRINI, JC., e CAVALCANTI, VRS.. (Org.). Família, Sociedade e Subjetividade. Petrópolis: Vozes, 2005.
- La famiglia: ambito dell'educazione morale. In: Melina, L.. (Org.). Antropothes. Roma: Lateran University Press, 2007.
- Rumori ed dimenticanza: attegiamenti erotici. In: Nicola Reali. (Org.). L'amore tra filosofia e teologia: in dialogo con Jean-Luc Marion. Roma: Lateran University Press, 2007.
- Tornar-se sujeito: a leitura do Fedro de Platão cometida por Foucault?. In: Simanke, RT; Caropreso, F; Bocca, FC.. (Org.). O movimento de um pensamento: ensaios em homenagem a Luiz Roberto Monzani. Curitiba: CRV, 2011.
- O que pode o indivíduo contra a sociedade? Flerte de Freud com o mundo jurídico. In: Lúcia Vaz de Campos Moreira. (Org.). Psicologia, Família e direito: interfaces e conexões. Curitiba: Ed. Juruá, 2013.
- Qual o sentido da subjetividade para a psicanálise?. In: Gilfranco Lucena dos Santos e Moisés Rocha Farias. (Org.). Edith Stein: a pessoa na filosofia e nas ciências humanas. 1aed.São Paulo: Fonte Editorial, 2014.
- Direitos humanos em uma sociedade disciplinar?. In: PANDO BALLESTEROS, María de la Paz, GARRIDO RODRÍGUEZ, Pedro, MUÑOZ RAMÍREZ, Alicia. (Org.). El cincuentenario de los Pactos Internacionales de Derechos Humanos de la ONU. Salamanca: Ediciones Universidad Salamanca, 2018. (Em coautoria com Ana Campina).
- Tecnologia de confinamento em territórios e tempos da lepra, da loucura e do covid-19. In: Elvira Simões Barreto; Marias Adriana Torres; Maria Virgínia Borges Amaral.. (Org.). Crises da sociedade contemporânea agravadas pela COVID-19: cenários e perspectivas. Maceió: EDUFAL, 2021.

#### Artigos
- O Humanismo como Compreensão do Homem a partir da Natureza e da História: uma fértil tensão entre Foucault e Freud. Margem (PUCSP), São Paulo, v. 7, p. 77-102, 1998.
- Adequação e Inadequação em Psicanálise. Olhar (UFSCar), São Carlos, v. 2, p. 120-136, 1999.
- O Uso do Conceito de Representação na Psicanálise. Estudos Acadêmicos, Salvador, v. 2, p. 54-63, 2002.
- A família como alforje da subjetivação no discurso freudiano. Olhar (UFSCar), São Carlos, v. 8, p. 38-52, 2006.
- Da vociferação dissimulada do sexo. Revista Aulas (UNICAMP), Campinas, v. 3, p. 1-32, 2007.
- Eros amordaçado. MEMORANDUM, Belo Horizonte, v. 17, p. 88-97, 2009.
- Direitos psíquicos como direitos humanos: Pode a psicanálise conferir esta garantia?. Diálogos Possíveis, Salvador, v. 2, p. 78-97, 2014.
- A abordagem psicológica da sexualidade na história da sexualidade de Michel Foucault. Diálogos Possíveis, Salvador, v. 14, p. 56-69, 2015.
- Social responsibility and career education: an international case study. EDULEARN18, Palma (Spain), v. 1, p. 4672-4677, 2018. (Em coautoria com Cristina Costa-Lobo e Ana Campina).
- Mortality and Morbidity Among Persons Deprived of Liberty During the COVID-19 Pandemic in Brazil. Health Equity, New York, v. 5, p. 534-535, 2021. (Em coautoria com Matheus Lins-Rocha, Liliane Lins-Kusterer e Ailton Melo).
- Pandemia e negacionismo: uma análise crítica e estatística das mortes por Covid-19 no Brasil. Revista de Desenvolvimento Econômico - RDE, Salvador, v. 1, n. 51, p. 318-346, 2022. (Em coautoria com Walter Barretto Jr., Raique Lucas de Jesus Correia e Laumar Neves de Souza).